# Triodòntids
Els triodòntids (Triodontidae, gr. "tres dents") són una família de peixos teleostis marins de l'ordre dels tetraodontiformes.

## Morfologia
- Al voltant de 48 cm de llargària màxima.[2]

## Distribució geogràfica
Es troba a l'Índic i l'oest del Pacífic.

## Gèneres i espècies
- Triodon (Cuvier, 1829)[3]
  - Triodon macropterus (Lesson, 1831)[4][5][6][7][8][9]